# 魔法 (花譜のアルバム)
『魔法』（まほう）は、2020年11月25日にリリースされた花譜の 2nd アルバムである。『魔法α (Ein Lied, um die Welt zu verändern.)』および『魔法β (Wer schön sein will, muss leiden.)』の2形態としてリリースされた。2020年12月16日にはデジタルアルバム『魔法』としても配信されている。
また、本アルバムのRemix Albumである『魔法γ』についても本項で述べる。

## 概要
2020年10月10日、花譜 2nd ONE-MAN LIVE「不可解弐Q1」にてリリースが発表された。リリース当初はBOOTH経由での販売で、現在ではFINDME STOREを通じてD2Cで販売されている。
ジャケットイラストはαとβで異なり、『魔法α』はイラストレーターのPALOW.、『魔法β』は漫画家の宇佐崎しろが書き下ろした。
CDアルバム以外にも、写真集「透明2」、ポエトリーCDの音声劇「御伽噺」、アクリルキーホルダー、ステッカー、トレーディングカードセット、ラバーバンドに加え、花譜、カンザキイオリ、PIEDPIPERからの寄稿文が同梱されている。このうち音声劇、アクリルキーホルダー、ステッカー、トレーディングカードセット、ラバーバンドはαとβで異なる。
本作品に収録されている楽曲「まほう」には「音楽は魔法」という歌詞があり、花譜はこれをとてもいい言葉だと感じつつ、聴き手にとってもこのアルバムが魔法のような存在になってくれたら良いと語っている。また、「音楽は魔法」という言葉について、音楽の中の言葉は自分に都合のいい解釈ができ、現実逃避にもなる点で音楽は「魔法」であるが、逆にそれが故に、独り善がりでわざとらしいと感じ、我に返り虚しくなる瞬間もあるため、願望や意思とは無関係に容易く解けてしまうところも「魔法」らしいと解釈している。

## 収録曲
全15曲。作詞・作曲は全てカンザキイオリが手掛けている。なお、4曲目「私論理」は安宅秀紀、14曲目の「まほう feat.理芽」は及川創介が編曲を手掛けており、それ以外はカンザキイオリ自身の編曲である。レコーディングおよびミックスエンジニアとしてbirdie houseの齊藤裕也が、4曲目「私論理」のミックスエンジニアとして安宅秀紀、マスタリング・エンジニアとして Sterling Sound の Randy Merrill が携わっている。
| 全作詞・作曲: カンザキイオリ。 |                                      |                |                |                |                  |       |
| #                              | タイトル                             | 作詞           | 作曲・編曲     | 編曲           | その他           | 時間  |
| 1.                             | 「魔法の無い世界（Instrumental）」   | カンザキイオリ | カンザキイオリ | カンザキイオリ |                  | 03:24 |
| 2.                             | 「危ノーマル」                       | カンザキイオリ | カンザキイオリ | カンザキイオリ |                  | 03:20 |
| 3.                             | 「アンサー」                         | カンザキイオリ | カンザキイオリ | カンザキイオリ |                  | 03:50 |
| 4.                             | 「私論理」                           | カンザキイオリ | カンザキイオリ | 安宅秀紀       |                  | 04:04 |
| 5.                             | 「戸惑いテレパシー」                 | カンザキイオリ | カンザキイオリ | カンザキイオリ |                  | 03:47 |
| 6.                             | 「彷徨い」                           | カンザキイオリ | カンザキイオリ | カンザキイオリ |                  | 04:22 |
| 7.                             | 「畢生よ」                           | カンザキイオリ | カンザキイオリ | カンザキイオリ |                  | 03:59 |
| 8.                             | 「花女」                             | カンザキイオリ | カンザキイオリ | カンザキイオリ |                  | 05:02 |
| 9.                             | 「メルの黄昏」                       | カンザキイオリ | カンザキイオリ | カンザキイオリ |                  | 03:55 |
| 10.                            | 「痛みを」                           | カンザキイオリ | カンザキイオリ | カンザキイオリ |                  | 04:26 |
| 11.                            | 「モンタージュ」                     | カンザキイオリ | カンザキイオリ | カンザキイオリ |                  | 03:54 |
| 12.                            | 「景色」                             | カンザキイオリ | カンザキイオリ | カンザキイオリ |                  | 04:48 |
| 13.                            | 「帰り路」                           | カンザキイオリ | カンザキイオリ | カンザキイオリ |                  | 04:05 |
| 14.                            | 「まほう feat.理芽」                 | カンザキイオリ | カンザキイオリ | 及川創介       | 歌唱：花譜・理芽 | 03:14 |
| 15.                            | 「世界線は分岐する（Instrumental）」 | カンザキイオリ | カンザキイオリ | カンザキイオリ |                  | 03:17 |
| 合計時間:                      | 合計時間:                            | 合計時間:      | 合計時間:      | 59:27          |                  |       |

2曲目の「危ノーマル」はエナジードリンク『ZONe』IMMERSIVE SONG PROJECTコラボ曲であった。3曲目「アンサー」はテレビアニメ『ブラッククローバー』のエンディングテーマに起用された。5曲目「戸惑いテレパシー」は「HAYABUSA EXPERIENCE by 3.5D × docomo」のテーマソングとして制作された。7曲目「畢生よ」は山田悠介の小説『俺の残機を投下します』のテーマソングとなり、PVが制作された。「メルの黄昏」、「帰り路」および「まほう feat.理芽」は『花譜 2nd ONE-MAN LIVE「不可解弐Q1」』にて発表された楽曲である。13曲目「帰り路」はカンザキイオリが花譜へのインタビューをもとに作った楽曲である。12曲目「景色」はNetflixオリジナルアニメ『日本沈没2020』グランドエンディングテーマとなった。

## 反響
2020年12月28日付のBillboard Japanダウンロードアルバムランキングでは、『魔法』が7位にランクインした。

## 魔法γ
『魔法γ (Je stärker wir sind, desto unwahrscheinlicher ist der Krieg.)』（まほう ガンマ）は2021年12月22日に発売された花譜のリミックス・アルバムである。上記『魔法』の15曲のうちインストゥルメンタルを除く13曲を、13名のアーティストがそれぞれリミックスしたものである。リミックスアルバムとしては『観測γ』に続く第二弾である。
活動3周年を記念した10大プロジェクトのうち、第2弾としてリリースが発表された。CDのほかに、パスケース、アクリルキーホルダー、ポストカード、缶バッジ、そしてリミックス参加アーティストからのアルバム「魔法γ」への寄稿文が同梱されている。

### 収録曲
| 全作詞・作曲: カンザキイオリ。 |                                               |                |                |       |
| #                              | タイトル                                      | 作詞           | 作曲・編曲     | 時間  |
| 1.                             | 「危ノーマル（廉 Remix）」                    | カンザキイオリ | カンザキイオリ | 03:08 |
| 2.                             | 「アンサー（楽園市街 Remix）」                | カンザキイオリ | カンザキイオリ | 03:24 |
| 3.                             | 「私論理（いよわ Remix）」                    | カンザキイオリ | カンザキイオリ | 04:07 |
| 4.                             | 「戸惑いテレパシー（あめのむらくもP Remix）」 | カンザキイオリ | カンザキイオリ | 03:47 |
| 5.                             | 「彷徨い（吐息 Remix）」                      | カンザキイオリ | カンザキイオリ | 04:15 |
| 6.                             | 「畢生よ（柊マグネタイト Remix）」            | カンザキイオリ | カンザキイオリ | 03:52 |
| 7.                             | 「花女（wotaku Remix）」                      | カンザキイオリ | カンザキイオリ | 05:11 |
| 8.                             | 「メルの黄昏（雄之助 Remix）」                | カンザキイオリ | カンザキイオリ | 03:26 |
| 9.                             | 「痛みを（Peg Remix）」                       | カンザキイオリ | カンザキイオリ | 03:01 |
| 10.                            | 「モンタージュ（鬱P Remix）」                 | カンザキイオリ | カンザキイオリ | 03:40 |
| 11.                            | 「景色（香椎モイミ Remix）」                  | カンザキイオリ | カンザキイオリ | 03:50 |
| 12.                            | 「帰り路（100回嘔吐 Remix）」                 | カンザキイオリ | カンザキイオリ | 04:08 |
| 13.                            | 「まほう feat.理芽（MIMI Remix）」            | カンザキイオリ | カンザキイオリ | 03:19 |
| 合計時間:                      | 合計時間:                                     | 49:08          |                |       |